# Anna Hirková
Anna Hirková (* 11. března 1926) byla slovenská a československá politička Komunistické strany Slovenska rusínské respektive ukrajinské národnosti a poslankyně Slovenské národní rady v 60. letech a Sněmovny národů Federálního shromáždění na počátku normalizace.

## Biografie
V letech 1953-1962 se uvádí jako první ředitelka nové zřízené základní školy s ukrajinským vyučovacím jazykem ve městě Humenné. Působila jako školská inspektorka pro mateřské školy. V březnu 2010 ji město Humenné přijalo k jejím 84. narozeninám s gratulací za její celoživotní pedagogickou práci.
Ve volbách roku 1964 byla zvolena poslankyní Slovenské národní rady. Po provedení federalizace Československa usedla i do Sněmovny národů Federálního shromáždění. Mandát nabyla až dodatečně v květnu 1970. Do funkce ji nominovala Slovenská národní rada. Ve federálním parlamentu setrvala až do konce funkčního období, tedy do voleb roku 1971.